# Verano (canción)
Verano es una canción del grupo español La Oreja de Van Gogh. Es el primer sencillo de su séptimo álbum de estudio, El planeta imaginario. La canción fue estrenada en diversas emisoras españolas el viernes 16 de septiembre de 2016.

## Acerca de la canción
«Verano es el primer single oficial del grupo después de 5 años de no grabar un disco en el estudio. Un inmejorable adelanto del que se convertirá en el séptimo álbum de la banda donostiarra», apunta la discográfica Sony Music.
De acuerdo al grupo «Verano» es la historia de una chica que llega tarde a todo, que camina de puntillas por la vida, de quien huye del compromiso y que después, siempre tarde, se arrepiente.

## Listas de ventas
| País           | Posición |
| -------------- | -------- |
| Argentina      | 1        |
| Perú           | 1        |
| Nicaragua      | 1        |
| Colombia       | 1        |
| Chile          | 1        |
| España         | 2        |
| México         | 2        |
| Panamá         | 5        |
| Paraguay       | 66       |
| Estados Unidos | 76       |

## Posiciones España
| Posición | 34 | 30 | 29 | 27 | 26 | 26 | 25 | 24 | 23 | 26 | 25 | 22 | 32 | 37 | OUT |

| Posición | 65 | 86 | 99 | 98 |

| Posición | 5 | 6 | 5 | 9 | 17 | 31 | 18 | 33 | 40 | 46 | 23 | 26 | 20 |

| Posición | 46 | 40 | 36 | 33 | 33 | 35 | 31 | 26 | 41 | 45 | 45 | 44 | 37 | 43 |

| Posición | 27 | 23 | 34 | 30 | 43 | 42 | 40 | 39 | 41 | 39 |

| Posición | 1 |

## Posiciones en Argentina
| Posición | 35 | 32 | 27 | 25 | 19 | 18 | 11 | 9 | 5 | 4 | 1 | 7 | 16 | 25 | 33 | 39 | OUT |

| Posición | - | - | - | 14 | 13 | 12 | 10 | 11 | 12 |

## Posiciones en México
| Posición | 46 | 39 | 37 | 37 | 39 | 35 | 34 | 28 | 24 | 21 | 27 | 22 | 30 | 32 |

## Posiciones en Chile
| Posición | 55 | 38 | - | 45 | 57 | 70 | 76 | 58 | 66 | 79 | 85 | 82 | 97 | OUT |

| Posición | 15 | 14 | 12 | 7 | 4 | 3 | 5 | 3 | 1 | 6 | 10 | 13 | OUT |

| Spotify Top 50 Hits | Posición |
| ------------------- | -------- |
| Chile               | 1        |

| Spotify Los 50 Más Virales | Posición |
| -------------------------- | -------- |
| Uruguay                    | 3        |
| España                     | 5        |
| Bolivia                    | 5        |
| Ecuador                    | 10       |
| El Salvador                | 10       |
| México                     | 11       |
| Paraguay                   | 12       |
| Chile                      | 17       |
| Colombia                   | 17       |
| Argentina                  | 25       |
| Perú                       | 25       |
| Mundial                    | 18       |

- Datos: Q27765332